# Zatonie (województwo zachodniopomorskie)
Zatonie (niem. Grünhof bei Güntherhagen) – osada w Polsce położona w województwie zachodniopomorskim, w powiecie drawskim, w gminie Złocieniec. W latach 1975–1998 miejscowość administracyjnie należała do województwa koszalińskiego. W roku 2006 osada liczyła 10 mieszkańców. Miejscowość wchodzi w skład sołectwa Lubieszewo. Najbardziej na południe położona miejscowość gminy.

## Geografia
Osada leży ok. 4 km na południowy wschód od Lubieszewa, nad jeziorem Lubie.